# MAX (樂團)
MAX（日语：マックス），日本女性四人舞團、音樂團體。成員全部出身於沖繩縣。所屬經紀公司是RISINGPRO。唱片公司是SONIC GROOVE。2021年5月起，透過線上沙龍開設官方粉絲俱樂部「J-MAX NEO」。

## 概要
1995年結成，是一個畢業於沖繩演員學校的舞團及音樂團體。「MAX」名稱的由來是現在avex社長松浦勝人的暱稱和「Musical（音樂的）」「Active（活動的）」「eXperience（經驗、體驗）」的開頭文字所組成。另外，其他候選團體名稱包括「THE BOON」、「Lady Madonna」和「Harem Quinn」。
成員全部來自沖繩縣和從沖繩演員學校畢業。是從安室奈美惠單飛之後的SUPER MONKEY'S其他4位成員所組成。
參照「SUPER MONKEY'S」

## 成員
NANA以外全都出身於沖繩縣那霸市。
- NANA（日语：ナナ，1976年3月25日（49歲）—）本名（舊姓）：／異名：
  - 期間：1995年4月—2019年11月、2020年5月—
  - 出身於沖繩縣島尻郡南風原町。身高159cm。A型血。MAX的隊長。暱稱。
  - 2016年結婚。2019年生下第一個孩子[5]。

- MINA（日语：ミーナ，1977年12月29日（47歲）—）本名：／舊姓：
  - 期間：1995年4月—2002年3月、2008年10月—
  - 身高154cm。A型血。2002年因為懷孕的關係請產假，在2008年睽違了六年半復出。暱稱。
  - 2002年結婚。

- LINA（日语：リナ，1977年2月26日（48歲）—）本名：
  - 期間：1995年4月—
  - 身高159cm。O型血。暱稱。
  - 單身。

- REINA（日语：レイナ，1978年1月6日（47歲）—）本名（舊姓）：
  - 期間：1995年4月—2011年7月、2015年10月、2017年5月—
  - 身高157cm。AB型血。暱稱。
  - 2011年結婚。

### 前成員
- AKI（日语：アキ，1980年10月22日（44歲）—）本名：
  - 期間：2002年7月—2008年8月、2015年10月
  - 身高164cm。O型血。暱稱。過去曾與前D&D（日语：D&D (音楽ユニット)）的Chika、前MISSION（日语：MISSION (アイドルグループ)）的折田美雪（日语：折田みゆき）和石川愛理（日语：石川愛理）組成Hipp's（日语：Hipp's）活動。2008年8月底以創作型歌手為目標退出。
  - 2014年結婚。

## 簡歷
1995年
- 4月15日，開始在日本電視台系列音樂節目《THE今夜暢銷進行曲（日语：THE夜もヒッパレ）》擔任常駐演出。連續4年至1999年為止。
- 5月10日，以單曲《愛情Velfarre Dance ～Saturday Night～（日语：恋するヴェルファーレダンス 〜Saturday Night〜）》CD出道。
當初是以「安室奈美惠 with SUPER MONKEY'S」活動為重點，MAX作為單一企劃結束。但在avex社長松浦勝人（日语：松浦勝人）的意向之下繼續活動[6]。

1996年
- 2月21日，第3張單曲《TORA TORA TORA（日语：TORA TORA TORA）》發行。憑藉同一首歌紅極一時，以MAX獲得突破[4]。其第1張和第2張單曲在順位和銷量方面表現不佳，在發行這張單曲之前，說「如果這首歌賣不出去，我們會把它送回沖繩」，對MAX的成員自己而言，這是從「懸崖邊緣」掙脫出來的[7]。

- 2月25日，在全國6個地點進行「TORA TORA TORA」宣傳活動，開始第一次迪斯科巡演。
- 3月2日，首部主演電影《麗霆゛子 Ladies!! MAX（日语：麗霆゛子#麗霆゛子 レディース!!MAX）》上映。（中田信一郎執導）
- 3月20日，作為「SUPER MONKEY'S」開始全國巡演「mistio presents AMURO NAMIE with SUPER MONKEY'S TOUR '96」。全21場公演。
- 4月7日，第一次主持的廣播節目《HYPER DANCE CHAT》（文化放送）開播。
- 7月17日，第4張單曲《Seventies（日语：Seventies）》發行。在oricon單曲榜上排名第7，首次進入前10名。
- 8月27日，作為「SUPER MONKEY'S」開始戶外巡演「SUMMER PRESENTS '96 AMURO NAMIE with SUPER MONKEY'S」。2個場地，4場公演。
9月1日，作為「安室奈美惠 with SUPER MONKEY'S」在千葉海洋球場舉行最後一次巡迴演出[8]。
- 10月6日，開始在日本電視台系列《安室今田有朝一日No.1（日语：アムロ今田きっとNo.1）》擔任常駐演出。
- 12月11日，首張原創專輯《MAXIMUM（日语：MAXIMUM）》發行。除了首次亮相就獲得第1名外，並獲得百萬銷售（日语：ミリオンセラー）。
同日，為了紀念專輯發行，在東京六本木Velfarre（日语：ヴェルファーレ）舉辦MAX首次單場演唱會「MAX 1st LIVE "J-EURO GIG 1996"」。全1場公演。

1997年
- 1月18日，與河相我聞（日语：河相我聞）在大阪吹田市文化會館|吹田市文化会館}}MAY THEATER舉行演唱會「'97 New Year Special Live」。全1場公演。
- 2月25日，第一本寫真集《collection》發行。
- 3月15日，主演電影《Give me a Shake Ladies MAX（日语：麗霆゛子#Give me a Shake レディースMAX）》上映（高原秀和執導）。
- 3月27日，在東京赤坂署擔任一日女警，呼籲安全駕駛。
- 4月9日，第6張單曲《Give me a Shake》發行。在oricon單曲榜獲得初登場第1名。是MAX的第一張原創單曲。
- 4月19日，與由泉谷茂開始共同主持富士電視台深夜節目《daiba:ba》（第一次擔任主要主持人）。
- 4月22日，與Eternal（英语：Eternal (group)）在國立代代木競技場第一體育館舉辦的世界地球日企劃「We Love Music, We Love the Earth '97（日语：EARTH×HEART LIVE）」進行現場演出。
- 4月，常駐廣播節目《MEGA MAX》開播。
- 7月24日，參加阿久悠致敬專輯《VELFARRE J-POP NIGHT presents DANCE with YOU（日语：VELFARRE J-POP NIGHT presents DANCE with YOU）》。
- 8月17日，開始MAX名義首次全國巡演「FRESH LIGHT presents "J-POP GIG TOUR 1997"」。含日本武道館在內全國10個場地，12場公演。
- 12月25日，第2張原創專輯《MAXIMUM II（日语：MAXIMUM）》發行。獲得第12屆日本金唱片大獎年度精選流行專輯。
- 12月31日，獲得第39屆日本唱片大獎（日语：第39回日本レコード大賞）「優秀作品獎（Give me a Shake）」。
- 12月31日，首次作為紅隊成員參加第48屆NHK紅白歌合戰（日语：第48回NHK紅白歌合戦），演唱「Give me a Shake」。

1998年
- 3月22日，開始全國巡演「MAX LIVE CONTACT 1998 ～max up your life～」。全國17個場地，29場公演。
- 7月23日，第10張單曲《Ride on time（日语：Ride on time (MAXの曲)）》發行。同時商業搭配成為MAX主演電視劇《甜蜜的惡魔（日语：スウィートデビル）》的主題歌。
- 10月24日，在沖繩會議中心（日语：沖縄コンベンションセンター）舉辦MAX的首場凱旋歸來演唱會。
- 12月2日，第3張專輯《MAXIMUM GROOVE（日语：MAXIMUM GROOVE）》發行。獲得第13屆日本金唱片大獎年度精選流行專輯[9]。
- 12月31日，「Ride on time」獲得第40屆日本唱片大獎（日语：第40回日本レコード大賞）優秀作品獎[10]。
- 12月31日，連續2年第2次參加第49屆NHK紅白歌合戰（日语：第49回NHK紅白歌合戦），演唱「Ride on time」。

1999年
- 3月6日，開始全國巡演「MAX LIVE CONTACT 1999 ～Sunny Holiday～」。全國44個場地，53場公演。
- 4月2日，於日本電視台系列《GIRLS2》開始常駐演出。
- 8月28日，與同一事務所的安室奈美惠、SPEED、DA PUMP一起在千葉海洋球場舉辦為期三天的合同演唱會「Final Summer Dream Stage」。
- 9月29日，首張精選專輯《MAXIMUM COLLECTION（日语：MAXIMUM COLLECTION）》。第14屆日本金唱片大獎年度精選流行專輯[11]。
- 11月25日，第15張單曲《和你一起…（日语：一緒に・・・）》發行。
- 12月31日，連續3年第3次參加第50屆NHK紅白歌合戰（日语：第50回NHK紅白歌合戦），演唱「和你一起…」。

2000年
- 2月16日，第16張單曲《Never gonna stop it》發行。是MAX的第一張自產作品。
- 5月1日，開始全國巡演「MAX LIVE CONTACT 2000 ～No boundly～」。全國10個場地，17場公演。
- 5月24日，第17張單曲《MAGIC（日语：MAGIC (MAXの曲)）》發行。延續前作也是自主企劃製作。
- 12月31日，連續4年第4次參加第51屆NHK紅白歌合戰（日语：第51回NHK紅白歌合戦），演唱「玫瑰色的日子」。

2001年
- 7月7日，開始全國巡演「MAX LIVE CONTACT 2001 ～Bitter 4 Sweet～」。全國17個場地，23場演出。
- 10月3日，開始第一次粉絲俱樂部限定巡演「MAX OFFICIAL FAN CLUB PARTY'S ON」。3個場地，3場演出。
- 11月4日，由全家贊助、與同辦公室的知念里奈（日语：知念里奈）、w-inds.、八反安未果（日语：八反安未果）、Folder5（日语：Folder5）、AI-SACHI（日语：AI-SACHI）共同主辦巡迴演出「FamilyMart Super Fun！Tour」。在全國4個地點進行4場演出。
- 12月31日，連續5年第5次參加第52屆NHK紅白歌合戰（日语：第52回NHK紅白歌合戦），演唱「Feel so right」。

2002年
- 1月，成員MINA證實懷孕，三月底宣布請產假，但是最後還是離開MAX。
- 2月20日，第23張單曲《Spring rain（日语：Spring rain）》發行。由於是在Mina懷孕期間錄音，因此自這單曲後進入了長期休業狀態。
- 3月20日，第2張精選專輯《PRECIOUS COLLECTION 1995-2002（日语：PRECIOUS COLLECTION 1995-2002）》發行。
收錄了從出道單曲《愛情Velfarre Dance ～Saturday Night～（日语：恋するヴェルファーレダンス 〜Saturday Night〜）》到最新單曲《Spring rain》共23首歌曲。同時還發行了包含所有23首音樂影片的DVD《PRECIOUS CHIP COLLECTION 1995-2002》。
- 7月，AKI加入MAX。
- 10月18日，開始第一次學園祭巡演「MAX SCHOOL FESTIVAL 2002」。全國6個場地，6場公演。

2004年
- 1月3日～4日，首場晚宴節目「MAX NEW YEAR LIVE 2004」在赤坂王子大飯店水晶宮舉行。1個場地，2場公演。

2005年
- 7月6日，第28張單曲《霓萊卡奈（日语：ニライカナイ (MAXの曲)）》發行。將所屬唱片公司從avex trax移至SONIC GROOVE。

2008年
- 8月12日，AKI宣布單飛，8月底退出MAX。
- 10月28日，睽違6年半MINA回歸MAX。

2009年
- 1月31日，時隔約8年半開始全國巡演「MAX PRESENTS LIVE CONTACT 2009 ～NEW EDITION～」。全國6個場地，7場公演。
- 7月22日，第31張單曲《Rough Cut Diamond（日语：ラフカット ダイアモンド）》發行。是作為始祖成員睽違7年的單曲。

2010年
- 1月24日、2月27日、4月10日，單場演唱會「MAX MONTHLY LIVE ☆VIP☆」在赤坂薩卡斯舉行。1個場地，全3場公演。
- 9月5日，單場演唱會「MAX SPECIAL LIVE "BE MAX"」在赤坂薩卡斯舉行。
- 9月8日，首張翻唱專輯《BE MAX（日语：BE MAX）》發行。
- 12月22日，單場演唱會「BE MAX SPECIAL LIVE 2010 ★The Premium Night★」在赤坂薩卡斯舉行。全1場公演。

2011年
- 5月16日，REINA證實入籍、懷孕，宣布7月底活動休止。

2012年
- 4月8日，開始在NHK BS Premium常駐演出。

2013年
- 8月7日，第33張單曲《Tacata'（日语：Tacata' (MAXの曲)）》發行。這是MAX首次發布3三人體制。
- 10月12日，開始全國巡演「MAX PRESENTS LIVE CONTACT 2013 Tacata' Magic」。全國3個場地，6場公演。
- 12月7日，「Tacata'」獲得東京超級明星2013（日语：Tokyo SuperStar Awards）文化獎[12]。

2014年
- 3月18日，發佈限定聯名單曲。
迎接MAX出道20週年與hitomi聯名合作的歌曲。獻唱40前後女性心聲的答題曲「CANDY GIRL（日语：CANDY GIRL (hitomiの曲)）」[13]。由鈴木收企劃製作，與同代MAX組成性感少女樂隊的特別聯名合作歌曲。

2015年
- 1月14日，網路單曲《Heartbreaker（日语：MAXIMUM PERFECT BEST）》發佈。
是MAX的第一張網路發佈限定的單曲。此外，官方編舞由一般民眾公開募集，MAX成員自己精心挑選編舞，被選出最優秀獎的編舞作為官方編舞進行現場表演。
- 5月10日，於MAX出道的這一天舉辦MAX出道20週年活動「MAX presents～Happy 20th Birthday Girl～」[14]。
- 10月10日，在舞濱圓形劇場舉辦了出道20週年紀念活動「MAX 20th LIVE CONTACT 2015 BACK TO THE MAX FUTURE」。
REINA和AKI也只參加了一天。這是MAX第一次5人齊聚的一日特別直播[4][15]，並在這一天進行獻唱大約3個小時，包含所有單曲中35首主打歌曲在內42首歌曲。在「#SELFIE ～ONNA Now～」中，與該樂團有交情的椿鬼奴（日语：椿鬼奴）、光浦靖子、古坂大魔王、ENDo（日语：えんどぅ）、黑金剛（日语：アジャコング），以及「Naver gonna stop it」中DA PUMP的KIMI、U-YEAH和YORI 一起展開舞台合作。在這裡，宣布所有單曲和新歌、網路發佈限定單曲，及3名成員體制的所有耦合歌曲將收錄在12月23日發行的精選專輯《MAXIMUM PERFECT BEST（日语：MAXIMUM PERFECT BEST）》中。
- 12月23日，第3張精選專輯《MAXIMUM PERFECT BEST》發行。
從出道單曲《愛情Velfarre Dance ～Saturday Night～》到第35張單曲《#SELFIE ～ONNA Now～（日语：SELFIE 〜ONNA Now〜）》共35枚單曲與2首新歌、網路發佈限定單曲《Heartbreaker》，及3人體制發行的所有單曲的耦合歌曲和3首額外曲目在內的3枚組總共加起來45首歌曲的MAX出道20週年紀念精選專輯。DVD/Blu-ray則收錄了36首歌曲，包括所有單曲的音樂視頻和一首新歌。

2016年
- 5月8日，NANA與編舞師CHINO證實入籍。沒有懷孕，也沒有休產假，之後繼續集體活動[16]。

2017年
- 5月6日、5月14日，REINA於育兒休業一段時間後回歸，睽違6年半與始祖成員4人一起，在東京品川恆星球、大阪味園宇宙舉辦「MAX LIVE CONTACT 2017 ～Foxy Lady～」演唱會。2個場地，4場公演。

2018年
- 4月14日，NANA和LINA的第一場兩人舞台「LIVE 2 MAX THE BEGINNING 2018 ～Queen Bee～」在涉谷WOMB舉行。1個場地，2場公演。

2019年
- 6月26日，第36張單曲《帕德嫩》發行。這是作為始祖成員睽違8年的單曲。
- 11月，NANA證實已經結婚、懷孕，並宣布11月底活動休止。

2020年
- 5月12日，NANA於育兒休業一段時間後回歸。成員之中不到一年立即回歸。
- 7月15日，MAX官方YouTube頻道開設。
- 10月24日，舉辦第一次線上直播「MAX ONLINE LIVE "MAX THE BOMB"」。全1場公演。
- 12月9日，「和你一起… (Happiness 2020)」以「和你一起…（日语：一緒に・・・）」的新音源重新錄製成為單曲發佈[17]。

2021年
- 4月13日，MAX官方YouTube子頻道開設。
- 4月24日，MAX官方線上沙龍（日语：オンラインサロン）粉絲俱樂部「J-MAX NEO」成立，與粉絲一起打造各種MAX活動。
- 7月4日，舉辦第二次線上直播「MAX ONLINE LIVE "Summer Blast 2021"」。全1場公演。
- 12月31日，於日本武道館舉行的「桃色歌合戰」（BS日視、日本放送、ABEMA等現場直播）首次登場[18]。

2022年
- 10月15日，在品川城際大廳（日语：品川インターシティ）舉辦時隔3年的首場有觀眾參加的現場演唱會「MAX LIVE CONTACT 2022 ～Fantastic Journey～」[19]。

2023年
- 前成員AKI在11月19日播出的《週刊秋刀魚與松子（日语：週刊さんまとマツコ）》（TBS）中，時隔約15年首次出現在電視上，這是5位成員首次一起上節目。

2024年
- 11月13日，發行自《Do Shot》（2021年7月發行[20]）以來，時隔3年的首張CD單曲《BOOM BOOM BOMB-BA-YEA》[21]。

## MINA離開MAX到回歸
MAX以一系列熱門歌曲活躍在第一線，但自2000年以來，CD銷量一直呈下滑趨勢。2001年12月24日，除了MINA之外，三人被叫到辦公室，與辦公室工作人員一起的MINA告知了她們懷孕的消息。此時MINA已經懷孕三個月。
面對這樣的事實，作為負責大部分歌曲的主唱的Mina退團對MAX的未來來說是不可想像的，以「這裡是堅持的地方」為目標努力的成員們，至今她們的感受就像家人一樣，更重要的是，首先被諮詢的並不是MAX的成員，而是工作人員，對於遭到「背叛」的事感到憤怒，因此對Mina的懷孕不但沒有感到高興，反而責怪她選擇不同的生活。之後就算聯手也是3人對1人的局面，工作人員與成員的距離也難以接近。進入2002年後，活動也一片空白，同年1月30日，Mina懷孕的消息登上了體育新聞，當晚本人召開了緊急記者會。
當場Mina宣布結婚懷孕，但其餘三位成員卻絲毫沒有慶祝的意思依然照樣出席記者會，假裝微笑和說出客套話倖免於難。當被問及回歸時間時，Mina也表示還沒決定，但絲毫沒有要留在MAX的心情。最後，Mina於2002年3月22日在《MUSIC STATION》的直播後離開了MAX。
2002年7月，新成員Aki加入MAX，並在演唱會現場介紹給觀眾，但是觀眾絲毫不買單，成員們離開舞台時，「美奈子」的呼聲響起。此外，不少沒有前往現場的粉絲也表示反感。單曲銷量跌至2000張，面對「無法接受沒有Mina的MAX」許多粉絲的活動也變得非常艱難。在這種情況下，唯一支撐的就是「想回頭看著美奈子放棄」的感受，如此艱辛的情況下活動依舊繼續活動。
離開MAX之後，Mina返回家鄉沖繩做全職家庭主婦。然而，在離開組合5年後的2007年，她寫了一封信，表示想在沖繩進行娛樂活動的願望，並寄給了3名成員的家人。成員們回覆這封信懷疑「為什麼不把信寄給自己？」，但Mina的愧疚感太大，無法向成員們傳達她的意思。2007年1月，她以舞蹈老師的身份上沖繩當地的電視節目。MAX成員收到信之後，決定在家鄉沖繩舉辦演唱會，並聯繫上了Mina，4人也見了面。但是時間經過了5年，3名成員與Mina之間的隔閡也沒有完全化解。
次年2008年8月，Aki離開MAX單飛，於是三人決定讓Mina回歸MAX，並試探Mina。在與家人商量後，Mina同意將於2008年10月重返MAX。此外，Lina一直到最後反對Mina回歸，但是在Mina復出之後演出電視節目富士電視台《資訊Presenter 獨家新聞！》的單元「早安工作室」時，意識到「這種氣氛正是我要找的」，並同意Mina回歸。

## 音樂作品

### 單曲
| 枚數 | 發行日期       | 單曲名稱（日文原名）                      | 順位   | 販售形式       | 規格編號                         | 收錄專輯                        |
| 單曲 | 單曲           | 單曲                                      | 單曲   | 單曲           | 單曲                             | 單曲                            |
| ---- | -------------- | ----------------------------------------- | ------ | -------------- | -------------------------------- | ------------------------------- |
| 1    | 1995年5月10日  | 愛情Velfarre Dance ～Saturday Night～（） | 第91名 | 8cmCD          | AVDD-20089                       | MAXIMUM                         |
| 2    | 1995年8月21日  | Kiss me Kiss me, Baby                     | 第63名 | 8cmCD          | AVDD-20098                       | MAXIMUM                         |
| 3    | 1996年2月21日  | TORA TORA TORA                            | 第19名 | 8cmCD          | AVDD-20115                       | MAXIMUM                         |
| 4    | 1996年7月17日  | Seventies                                 | 第7名  | 8cmCD          | AVDD-20129                       | MAXIMUM                         |
| 5    | 1996年10月9日  | GET MY LOVE！                             | 第4名  | 8cmCD          | AVDD-20146                       | MAXIMUM                         |
| 6    | 1997年4月9日   | Give me a Shake                           | 第1名  | 8cmCD          | AVDD-20178                       | MAXIMUM II                      |
| 7    | 1997年7月30日  | Love is Dreaming                          | 第4名  | 8cmCD          | AVDD-20189                       | MAXIMUM II                      |
| 8    | 1997年10月29日 | Shinin' on - Shinin' love                 | 第4名  | 8cmCD          | AVDD-20199                       | MAXIMUM II                      |
| 9    | 1998年4月22日  | 閃光 -Hikari- 的VEIL（）                  | 第5名  | 8cmCD          | AVDD-20231                       | MAXIMUM GROOVE                  |
| 10   | 1998年7月22日  | Ride on time                              | 第4名  | 8cmCD          | AVDD-20252                       | MAXIMUM GROOVE                  |
| 11   | 1998年9月9日   | Grace of my heart                         | 第2名  | 8cmCD          | AVDD-20269                       | MAXIMUM GROOVE                  |
| 12   | 1999年3月3日   | Love impact                               | 第8名  | 8cmCD          | AVDD-20299                       | MAXIMUM COLLECTION              |
| 13   | 1999年5月26日  | 到那個夏天（）                            | 第7名  | 8cmCD          | AVDD-20321                       | MAXIMUM COLLECTION              |
| 14   | 1999年8月25日  | 向銀河的誓言（）                          | 第5名  | 8cmCD          | AVDD-20328                       | MAXIMUM COLLECTION              |
| 15   | 1999年11月24日 | 和你一起…（）                             | 第8名  | CD             | AVCD-30072                       | EMOTIONAL HISTORY               |
| 16   | 2000年2月16日  | Never gonna stop it                       | 第9名  | CD             | AVCD-30076                       | EMOTIONAL HISTORY               |
| 17   | 2000年5月24日  | MAGIC                                     | 第10名 | CD             | AVCD-30098                       | EMOTIONAL HISTORY               |
| 18   | 2000年9月6日   | 玫瑰色的日子（）                          | 第11名 | CD             | AVCD-30114                       | EMOTIONAL HISTORY               |
| 19   | 2001年2月15日  | always love                               | 第12名 | CD             | AVCD-30205                       | EMOTIONAL HISTORY               |
| 20   | 2001年5月16日  | Perfect Love                              | 第10名 | CD             | AVCD-30229                       | PRECIOUS COLLECTION 1995-2002   |
| 21   | 2001年9月27日  | moonlight                                 | 第13名 | CD             | AVCD-30260                       | PRECIOUS COLLECTION 1995-2002   |
| 22   | 2001年12月5日  | Feel so right                             | 第17名 | CD             | AVCD-30296                       | PRECIOUS COLLECTION 1995-2002   |
| 23   | 2002年2月20日  | Spring rain                               | 第28名 | CD             | AVCD-30312                       | PRECIOUS COLLECTION 1995-2002   |
| 24   | 2002年11月20日 | eternal white                             | 第20名 | CD             | AVCD-30383                       | Jewel of Jewels                 |
| 25   | 2003年3月12日  | Festa                                     | 第32名 | CD             | AVCD-30431                       | Jewel of Jewels                 |
| 26   | 2003年8月6日   | LOVE SCREW                                | 第39名 | CD             | AVCD-30500                       | Jewel of Jewels                 |
| 27   | 2004年6月30日  | Be With You                               | 第34名 | CD             | AVCD-30596                       | Jewel of Jewels                 |
| 28   | 2005年7月6日   | 霓萊卡奈（）                              | 第38名 | CD             | AVCD-16070                       | Jewel of Jewels                 |
| 29   | 2005年11月30日 | 每當想著你（）                            | 第53名 | CD             | AVCD-16075                       | Jewel of Jewels                 |
| 30   | 2006年8月2日   | SPLASH GOLD -夏日奇蹟-/Prism of Eyes（）  | 第60名 | CD+DVD CD      | AVCD-16106 AVCD-16107            | MAXIMUM PERFECT BEST            |
| 31   | 2009年7月22日  | Rough Cutt Diamond（）                    | 第28名 | CD+DVD CD      | AVCD-16182 AVCD-16183            | MAXIMUM PERFECT BEST            |
| 32   | 2010年5月12日  | CAT'S EYE                                 | 第27名 | CD+DVD CD      | AVCD-16200 AVCD-16201            | BE MAX                          |
| 33   | 2013年8月7日   | Tacata'                                   | 第32名 | CD+DVD CD      | AVCD-16337 AVCD-16338 AVCD-16339 | MAXIMUM PERFECT BEST            |
| 34   | 2014年9月10日  | 熱情的ZUMBA（）                           | 第41名 | CD+DVD CD      | AVCD-16483 AVCD-16484            | MAXIMUM PERFECT BEST            |
| 35   | 2015年7月22日  | #SELFIE ～ONNA Now～                      | 第40名 | CD+DVD CD      | AVCD-16504 AVCD-16505            | MAXIMUM PERFECT BEST            |
| 36   | 2019年6月26日  | 帕德嫩（）                                | 第39名 | CD+DVD CD      | AVCD-16931/B AVCD-16932          | NEW EDITION II ～MAXIMUM HITS～ |
| 37   | 2021年7月28日  | Do Shot                                   | 第25名 | CD+DVD CD      | AVCD-98072 AVCD-98073            |                                 |
| 38   | 2024年11月13日 | BOOM BOOM BOMB-BA-YEA                     | 第27名 | CD+2Blu-ray CD | AVCD-98174/B～C AVCD-98175       |                                 |

### 專輯
| 枚數     | 發行日期       | 專輯名稱（日文原名）                   | 順位     | 販售形式                | 規格編號                                |
| 原創專輯 | 原創專輯       | 原創專輯                               | 原創專輯 | 原創專輯                | 原創專輯                                |
| -------- | -------------- | -------------------------------------- | -------- | ----------------------- | --------------------------------------- |
| 1        | 1996年12月11日 | MAXIMUM                                | 第1名    | CD                      | AVCD-11512                              |
| 2        | 1997年12月25日 | MAXIMUM II                             | 第2名    | CD                      | AVCD-11614                              |
| 3        | 1998年12月2日  | MAXIMUM GROOVE                         | 第1名    | CD                      | AVCD-11686                              |
| 4        | 2001年3月14日  | EMOTIONAL HISTORY                      | 第8名    | CD                      | AVCD-11919                              |
| 5        | 2006年2月22日  | Jewel of Jewels                        | 第53名   | CD+DVD CD               | AVCD-16085 AVCD-16086                   |
| 精選專輯 |                |                                        |          |                         |                                         |
| 1        | 1999年9月29日  | MAXIMUM COLLECTION                     | 第1名    | 2CD                     | AVCD-11752                              |
| 2        | 2002年3月20日  | PRECIOUS COLLECTION 1995-2002          | 第10名   | 2CD                     | AVCD-17111                              |
| 3        | 2015年12月23日 | MAXIMUM PERFECT BEST                   | 第18名   | 3CD+DVD 3CD+Blu-ray 3CD | AVCD-16581/3 AVCD-16584/6 AVCD-16587/9  |
| 混音專輯 |                |                                        |          |                         |                                         |
| 1        | 2000年6月28日  | SUPER EUROBEAT presents HYPER EURO MAX | 第5名    | CD                      | AVCD-11829                              |
| 2        | 2002年8月21日  | MAXIMUM TRANCE                         | 第29名   | CD                      | AVCD-17123                              |
| 3        | 2008年12月10日 | NEW EDITION ～MAXIMUM HITS～           | 第30名   | CD+DVD CD               | AVCD-16164 AVCD-16165                   |
| 4        | 2019年7月31日  | NEW EDITION II ～MAXIMUM HITS～        | 第20名   | CD+2DVD CD+Blu-ray CD   | AVCD-16933/B～C AVCD-16934/B AVCD-16935 |
| 翻唱專輯 |                |                                        |          |                         |                                         |
| 1        | 2010年9月8日   | BE MAX                                 | 第19名   | CD+DVD CD               | AVCD-16207 AVCD-16208                   |

### 影像作品
| 枚數    | 發行日期       | 名稱                                                                           | 名稱                                                                           | 順位   | 販售形式     | 規格編號        |
| ------- | -------------- | ------------------------------------------------------------------------------ | ------------------------------------------------------------------------------ | ------ | ------------ | --------------- |
| 1       | 1997年10月8日  | J-POP GIG TOUR 1997                                                            | J-POP GIG TOUR 1997                                                            | 第2名  | VHS          | AVVD-90034      |
| 1       | 2000年9月27日  | J-POP GIG TOUR 1997                                                            | J-POP GIG TOUR 1997                                                            |        | DVD          | AVBD-91026      |
| 2       | 1998年2月25日  | MAXIMUM CLIPS                                                                  | MAXIMUM CLIPS                                                                  | 第1名  | VHS          | AVVD-90038      |
| 2       | 2000年9月27日  | MAXIMUM CLIPS                                                                  | MAXIMUM CLIPS                                                                  | 第47名 | DVD          | AVBD-91027      |
| 3       | 1999年11月10日 | MAX LIVE CONTACT 1999 "Sunny Holiday"                                          | MAX LIVE CONTACT 1999 "Sunny Holiday"                                          | 第3名  | VHS          | AVVD-90061      |
| 3       | 2000年9月27日  | MAX LIVE CONTACT 1999 "Sunny Holiday"                                          | MAX LIVE CONTACT 1999 "Sunny Holiday"                                          | 第48名 | DVD          | AVBD-91028      |
| 4       | 2000年3月29日  | MAXIMUM CLIPS II                                                               | MAXIMUM CLIPS II                                                               | 第7名  | VHS          | AVVD-90070      |
| 5       | 2000年9月27日  | MAX LIVE CONTACT 2000 ～No boundly～                                           | 第13名                                                                         | 第13名 | VHS          | AVVD-90081      |
| 5       | 2000年9月27日  | MAX LIVE CONTACT 2000 ～No boundly～                                           | 第13名                                                                         | 第13名 | DVD          | AVBD-91022      |
| 6       | 2001年10月24日 | MAX LIVE CONTACT 2001 Bitter 4 Sweet                                           | 第26名                                                                         | 第26名 | VHS          | AVVD-90118      |
| 6       | 2001年10月24日 | MAX LIVE CONTACT 2001 Bitter 4 Sweet                                           | 第26名                                                                         | 第26名 | DVD          | AVBD-91063      |
| 7       | 2002年3月20日  | PRECIOUS CLIP COLLECTION 1995-2002                                             | 第14名                                                                         | 第14名 | VHS          | AVVD-90145      |
| 7       | 2002年3月20日  | PRECIOUS CLIP COLLECTION 1995-2002                                             | 第14名                                                                         | 第14名 | DVD          | AVBD-91102      |
| 8       | 2002年12月11日 | BEST CLIPS                                                                     | BEST CLIPS                                                                     | 第20名 | DVD          | AVBD-91131      |
| 9       | 2009年8月5日   | PRESENTS LIVE CONTACT 2009 "NEW EDITION"                                       | PRESENTS LIVE CONTACT 2009 "NEW EDITION"                                       | 第31名 | DVD          | AVBD-16189      |
| 10      | 2016年1月27日  | MAX 20th LIVE CONTACT 2015 BACK TO THE MAX FUTURE                              | MAX 20th LIVE CONTACT 2015 BACK TO THE MAX FUTURE                              | 第38名 | 2DVD         | AVBD-16594/5    |
| 10      | 2016年1月27日  | MAX 20th LIVE CONTACT 2015 BACK TO THE MAX FUTURE                              | MAX 20th LIVE CONTACT 2015 BACK TO THE MAX FUTURE                              | 第38名 | Blu-ray      | AVXD-16596      |
|         | 2019年7月31日  | MAX LIVE CONTACT 2019 ～HIT THE SPOT～                                         | MAX LIVE CONTACT 2019 ～HIT THE SPOT～                                         | 第20名 | 2DVD         | AVCD-16933/B～C |
| Blu-ray | 2019年7月31日  | MAX LIVE CONTACT 2019 ～HIT THE SPOT～                                         | MAX LIVE CONTACT 2019 ～HIT THE SPOT～                                         | 第20名 | AVCD-16934/B |                 |
|         | 2021年7月28日  | a-nation 2019 Final Summer Dream Stage in 千葉海洋球場                         | a-nation 2019 Final Summer Dream Stage in 千葉海洋球場                         | 第25名 | DVD          | AVCD-98072      |
|         | 2024年11月13日 | MAX LIVE CONTACT 2022 ～Fantastic Journey～ MAX LIVE CONTACT 2023 ～FANTASIA～ | MAX LIVE CONTACT 2022 ～Fantastic Journey～ MAX LIVE CONTACT 2023 ～FANTASIA～ |        | 2Blu-ray     | AVCD-98174/B~C  |

### 網路發佈限定
- Give me a Shake @ 大阪汽車展覽會（日语：大阪オートメッセ）2006
- Perfect Love @ 大阪汽車展覽會2006
- 霓萊卡奈  @ 大阪汽車展覽會2006
- MELTY LOVE @ 大阪汽車展覽會2006
- Ride on time @ 大阪汽車展覽會2006
- TORA TORA TORA @ 大阪汽車展覽會2006（以上6首歌曲2006年均在大阪汽車展覽會現場錄製。現在發佈已經結束。）
- a special day（後來以收錄於《SPRING HARMONY ～VISION FACTORY presents～》的形式製作成CD。）
- Happy Birthday to You（MAX & Vanilla Mood名義／與辦公室後輩Vanilla Mood聯名合作的歌曲。這首歌是為聯合國兒童基金會日本委員會企劃的「Happy Birthday Download for Children」項目提供的，由MAX作曲和演唱，創作節拍和和聲由Vanilla Mood擔當。）
- （2014年3月18日／與hitomi聯名合作的歌曲。）
- Heartbreaker（日语：MAXIMUM PERFECT BEST）（2015年1月14日／後來作為第3張精選專輯《MAXIMUM PERFECT BEST（日语：MAXIMUM PERFECT BEST）》之一在CD上發行。）
- 和你一起… (Happiness 2020)（日语：一緒に・・・）（2020年12月5日／1999年發行的第15張單曲《和你一起…》的重新改編版本。後來以收錄於第37張單曲《Do Shot（日语：Do Shot）》的形式製作成CD。）
- 寅 寅 寅（2022年1月1日／收錄了1996年發行的第3張單曲《TORA TORA TORA（日语：TORA TORA TORA）》和過去錄製5首歌曲混音版的網路發佈限定迷你專輯。）
- （2022年11月2日／收錄了MAX歌曲不間斷混音版本的網路發佈限定迷你專輯。）
- （2022年11月2日／收錄了MAX歌曲不間斷混音版本的網路發佈限定迷你專輯。）

### 合輯／致敬專輯
- We Love Saturday Night!!（1995年8月21日發行／收錄了）
- VELFARRE J-POP NIGHT presents DANCE with YOU（日语：VELFARRE J-POP NIGHT presents DANCE with YOU）（1997年7月24日發行／收錄了「S·O·S」「UFO」「青春時代」）
- SUPER EUROBEAT VOL.100（1999年8月4日發行／收錄了「閃光 -Hikari- 的VEIL (EXTENDED JOYFUL MIX)」「Love impact (EUROBEAT REMIX)」「Ride on time (MELODIC REMIX)」）
- SUPER EUROBEAT VOL.102（2000年1月26日發行／收錄了「向銀河的誓言 (Eurobeat Mix)」）
- J-EURO BEST（2001年1月11日發行／收錄了「向銀河的誓言 (Eurobeat Mix)」「Give me a Shake (Euro-Power Mix)」）
- SUPER EUROBEAT VOL.114（2001年1月24日發行／收錄了「Never gonna stop it (Eurobeat Mix)」）
- SUPER EUROBEAT VOL.118（2001年5月23日發行／收錄了「MAGIC (Eurobeat Mix)」）
- SUPER EURO GROOVE J-EURO SPECIAL SELLECTION（2005年3月30日發行／收錄了「TORA TORA TORA」「到那個夏天 (TIME GO GO REMIX)」「向銀河的誓言 (Eurosenti Mix)」）
- 魔彈戰記龍劍道 歌唱專輯（2006年12月6日發行／收錄了「Prism of Eyes」）
- Girls Ballad Best ～Tear Drops～（2007年3月7日發行／收錄了「和你一起…」）
- Regain（2007年7月11日發行／收錄了「GET MY LOVE！」）
- 1st ～Debut single collection～（2007年9月5日發行／收錄了「愛情Velfarre Dance ～Saturday Night～」）
- CHRISTMAS HARMONY ～VISION FACTORY presents～（2007年11月21日發行／收錄了「No.1 ～Your Lady～」）
- SPRING HARMONY ～VISION FACTORY presents～（2008年2月13日發行／收錄了「a special day」）
- I 30 ～MY MELODY～（2008年3月26日發行／收錄了「Give me a Shake」）
- VISION FACTORY COMPILATION ～阿久悠作家生活40週年紀念～（2008年12月3日發行／收錄了「星期一蒙娜麗莎俱樂部」）
- （2009年2月25日發行／收錄了「和你一起…」）
- 浪漫聖誕節（2009年11月11日發行／收錄了「和你一起…」）
- （2009年12月23日發行／收錄了「Give me a Shake」）
- 心跳加速的90年代 ～想要一個自己聽的情歌～（日语：胸キュン90's 〜ひとりで聴きたい恋の唄〜）（2010年3月17日發行／收錄了「和你一起…」）
- SUPER EUROBEAT VOL.204（2010年6月2日發行／收錄了「TORA TORA TORA (2010 YEAR OF THE TIGER REMIX)」）
- avex archives COMPLETE BEST MAX（2010年12月4日）
- BEGIN 20th ANNIVERSARY SPECIAL TRIBUTE ALBUM（2011年3月2日發行／收錄了「愛が走る」）
- 心跳加速的90年代 ～當年我的情歌～（2011年4月20日發行／收錄了「Give me a Shake」「Ride on time」）
- J-POP颶風 ～MAX只有60分鐘的認真混音～／MIX-J（2011年4月20日）
- J-POP颶風 ～MAX只有20分鐘的認真混音～（Continuous Mix）／MIX-J（2011年4月27日／iTunes Store發佈限定）
- 奧利恩啤酒55週年紀念 奧利恩啤酒廣告歌曲大全集（2012年8月22日發行／收錄了「霓萊卡奈」）
- MILLION ～BEST OF 90's J-POP～ RED（2012年10月17日發行／收錄了「Give me a Shake」）
- 派對之歌（2012年10月31日發行／收錄了「Ride on time」）
- 完美聖誕節（2012年11月7日發行／收錄了「和你一起…」）
- MAX ALL SINGLES NON STOP MIX（Continuous Mix）／MIX-J（2016年1月27日／iTunes Store發佈限定／RecoChoku發佈限定）
- 阿久悠致敬特別歌曲集 ～像升起的太陽～（2017年11月25日發行／收錄了「星期一蒙娜麗莎俱樂部」「S·O·S」「UFO」「青春時代」）
- Heartbeat（2019年12月25日發行／收錄了「TORA TORA TORA (2019 MIX)」「Tacata' (2019 MIX)」「Give me a Shake (2019 MIX)」[注 1]）
- Heartbeat ～想要一起感受幸福的鼓動～（2020年11月4日發行／收錄了「和你一起…」[注 2]）
- Girls Pop Parade ～Happy Mix～（2022年3月30日發行／收錄了「Ride on time」。J-POP女聲歌曲的不間斷混音CD）
- 沖繩演員專門學校大復活祭 ～重返日本50週年紀念合輯～（2022年9月28日發行／收錄了「愛情Velfarre Dance ～Saturday Night～」「TORA TORA TORA」「GET MY LOVE!」。網路發佈限定專輯）

### MAX寫真集
- collection（1997年3月10日，WANI BOOKS（日语：ワニブックス），攝影：伊波正文）ISBN 978-4-8470-2457-3
- Luxury（1999年5月15日，WANI BOOKS，攝影：大森直）ISBN 978-4-8470-2529-7

### 成員寫真集
- Reina Strawberry（2002年2月27日，竹書房，攝影：大森直）ISBN 978-4-8124-0871-1
- NANA 24-7（2002年3月28日，竹書房，攝影：ZIGEN）ISBN 978-4-8124-0878-0
- Lina Rhythm（2002年4月27日，竹書房，攝影：TOMOYO）ISBN 978-4-8124-0901-5

### 樂譜
- 鋼琴演繹「MAX / MAXIMUM」（1997年1月30日）
- Piano & Vocal Series「MAX / HIT SELECTION」（1998年2月20日）
- 鋼琴演繹「MAX / MAXIMUM COLLECTION」（1999年10月30日）

### 其它
- JUST FOR YOU（非賣品CD，2003年7月至8月舉行的粉絲俱樂部J-MAX活動「MAX FAN CLUB EVENT 2003 "PARTY'S ON"」上分發。這首歌是在活動中演奏。由REINA作詞作曲。）

## 獲獎紀錄
| 年份   | 獎項（作品）                                              |
| ------ | --------------------------------------------------------- |
| 1996年 | 第1屆偶像音樂獎 最優秀偶像團體獎                          |
| 1997年 | 第39屆日本唱片大獎 優秀作品獎—「Give me a Shake」         |
| 1998年 | 第12屆日本金唱片大獎 年度流行專輯—「MAXIMUM II」          |
| 1998年 | 第31屆全日本有線放送大獎 有線音樂獎—「Grace of my heart」 |
| 1998年 | 第40屆日本唱片大獎 優秀作品獎—「Ride on time」            |
| 1999年 | 第13屆日本金唱片大獎 年度流行專輯—「MAXIMUM GROOVE」      |
| 2000年 | 第14屆日本金唱片大獎 年度流行專輯—「MAXIMUM COLLECTION」  |
| 2013年 | Tokyo SuperStar Awards 2013 文化獎—「Tacata'」            |

## 商業搭配
| 起用年 | 曲名                                  | 商業搭配 |
| ------ | ------------------------------------- | --- |
| 1995年 | 愛情Velfarre Dance ～Saturday Night～ | 東京電視台系列《非常問答》片尾主題曲                                                                         |
| 1995年 | Kiss me Kiss me, Baby                 | 難波CITY「」主題歌曲 朝日電視台系列《》片尾主題曲                                                            |
| 1996年 | TORA TORA TORA                        | 電影《麗霆゛子 Ladies!! MAX》主題歌 朝日電視台系列《》片頭主題曲                                             |
| 1996年 | Seventies                             | Mister Donut「」廣告歌曲                                                                                     |
| 1996年 | GET MY LOVE！                         | CASIO光印文字處理器「Prinche」廣告歌曲 「'96INTER TEC」形象歌曲                                              |
| 1997年 | Give me a Shake                       | 電影《Give me a Shake Ladies MAX》主題歌 TARAMI「Sweety Sweety」廣告歌曲                                     |
| 1997年 | KISS TO KISS                          | Feminine「Fresh Light」廣告歌曲                                                                              |
| 1997年 | Love is Dreaming                      | 全家便利商店「」廣告歌曲                                                                                     |
| 1997年 | Wonderland                            | 鈴丹「」廣告歌曲                                                                                             |
| 1997年 | Shinin' on - Shinin' love             | 日本電視台系列「世界大冠軍盃排球賽'97」形象歌曲                                                              |
| 1998年 | 閃光 -Hikari- 的VEIL                  | KOSÉ「VISEE」廣告歌曲                                                                                        |
| 1998年 | SO REAL                               | Dydo「mistio」禮物篇廣告歌曲                                                                                 |
| 1998年 | DON'T YOU LOVE ME                     | 朝日電視台系列電視劇《甜蜜的惡魔》片頭主題曲                                                                 |
| 1998年 | Ride on time                          | 朝日電視台系列電視劇《甜蜜的惡魔》片尾主題曲                                                                 |
| 1998年 | Grace of my heart                     | BOURBON「Communicase口香糖」廣告歌曲                                                                         |
| 1998年 | GETTING OVER                          | Dydo「mistio」廣告歌曲                                                                                       |
| 1999年 | Love impact                           | 妮維雅花王「8×4」廣告歌曲                                                                                    |
| 1999年 | HOW MUCH I LOVE YOU                   | BOURBON「Communicase口香糖」廣告歌曲                                                                         |
| 1999年 | 到那個夏天                            | 日本電視台系列電視劇《GIRLS²》片尾主題曲 每日放送系列、TBS系列《》片尾主題曲 妮維雅花王「8×4」廣告歌曲       |
| 1999年 | 夏日綻放                              | 日本電視台系列《GIRLS²》片尾主題曲                                                                           |
| 1999年 | 向銀河的誓言                          | 日本電視台系列《GIRLS²》片尾主題曲 BOURBON「Communicase口香糖」廣告歌曲                                      |
| 1999年 | 和你一起…                             | 日本電視台系列《GiRLS²》片尾主題曲 每日放送系列、TBS系列《BIG WEDNESDAY》片尾主題曲 Nikon「COOLPIX」廣告歌曲 |
| 2000年 | Never gonna stop it                   | 日本電視台系列《GIRLS²》エ片尾主題曲 BOURBON「」廣告歌曲                                                     |
| 2000年 | Get ready？                           | Nikon「Nuvis S2000」廣告歌曲                                                                                 |
| 2000年 | MAGIC                                 | Nikon「COOLPIX」廣告歌曲                                                                                     |
| 2000年 | MAGIC                                 | 文部省「」廣告歌曲                                                                                           |
| 2000年 | always love                           | 日本電視台系列《SPORTS MAX》片尾主題曲                                                                       |
| 2001年 | Perfect Love                          | 日本電視台系列《SPORTS MAX》片尾主題曲 中古車情報雜誌《Kacchao》首都圈版形象歌曲                             |
| 2001年 | moonlight                             | 東京電視台系列《麻辣靴頭王》片頭主題曲                                                                       |
| 2001年 | Paradise Lost                         | 東京電視台系列《》片頭主題曲                                                                                 |
| 2001年 | Feel so right                         | 東京電視台系列《足球小將翼 (平成版)》片尾主題曲                                                              |
| 2002年 | eternal white                         | TBS系列《日立 發現世界不可思議的地方！》片尾主題曲                                                           |
| 2003年 | Festa                                 | 荏原食品「」廣告歌曲                                                                                         |
| 2004年 | Be With You                           | 全家便利商店「」形象歌曲                                                                                     |
| 2005年 | 霓萊卡奈                              | 奧利恩啤酒「Southern Star」廣告歌曲                                                                          |
| 2005年 | Wonder Woman                          | 東京電視台系列電視劇《Star Light》主題歌                                                                     |
| 2006年 | MELTY LOVE                            | 日本電視台系列《東方神起》片尾主題曲                                                                         |
| 2006年 | Prism of Eyes                         | 東京電視台系特攝影集《魔彈戰記龍劍道》片尾主題曲                                                             |
| 2009年 | Rough Cutt Diamond                    | 東京電視台系列電視劇《幸運老師加油！》主題歌                                                                 |
| 2012年 | Sun Sun                               | 札幌啤酒「」廣告歌曲                                                                                         |
| 2012年 | Check Me！                            | NHK BS Premium《》片尾主題曲                                                                                 |
| 2013年 | Check Me！                            | NHK BS Premium《》片尾主題曲                                                                                 |
| 2015年 | Heartbreaker                          | Dlife《心機女傭》片尾主題曲                                                                                  |
| 2015年 | #SELFIE ～ONNA Now～                  | 富士電視台系列《來我家吧!?》片尾主題曲                                                                       |
| 2019年 | 帕德嫩                                | 富士電視台系列《成行街道之旅》片尾主題曲                                                                     |
| 2025年 | Ride on time                          | 豐田汽車「ROOMY」廣告歌曲                                                                                    |

## 演出
僅限團體出場。關於個人演出請參照每個成員。

### 電視

#### 綜藝節目、音樂節目
僅在團體中定期露面等重大活動。
- THE今夜暢銷進行曲（日语：THE夜もヒッパレ）（1995年—1999年，日本電視台）—常駐來賓
- 第5屆綜藝家族選的日本之歌（日语：家族で選ぶにっぽんの歌）（1998年，NHK綜合）—主持人
- （1996年，富士電視台）—準常駐來賓
- 安室今田有朝一日No.1（日语：アムロ今田きっとNo.1）（1996年—1997年，日本電視台）—常駐來賓
- daiba:ba（1997年，富士電視台）—主要主持人
- GiRLS2（1999年—2000年，日本電視台）—常駐來賓
- （2012年—2013年，NHK BS Premium）—常駐來賓
- 第5屆桃色歌合戰 ～傳遞吧！希望的彼岸～（2021年，BS日視、日本放送、ABEMA等）

#### NHK紅白歌合戰出場歷
| 年度／放送回   | 參加次數 | 演唱歌曲            |
| -------------- | -------- | ------------------- |
| 1997年／第48屆 | 初       | 「Give me a Shake」 |
| 1998年／第49屆 | 2        | 「Ride on time」    |
| 1999年／第50屆 | 3        | 「和你一起…」       |
| 2000年／第51屆 | 4        | 「玫瑰色的日子」    |
| 2001年／第52屆 | 5        | 「Feel so right」   |

#### 電視劇
- 湘南利物浦學院（日语：湘南リバプール学院）（1995年，富士電視台系列）
- 甜蜜的惡魔（日语：スウィートデビル）（1998年，朝日電視台）
- 水姑娘4（日语：ちゅらさん#ちゅらさん4）（2007年，NHK綜合頻道）

### 電影
- 麗霆゛子 Ladies!! MAX（日语：麗霆゛子#麗霆゛子 レディース!!MAX）（1996年）[注 3]
- Give me a Shake Ladies MAX（日语：麗霆゛子#Give me a Shake レディースMAX）（1997年）[注 3]
- Star Light（日语：Star Light (映画)）（2001年）

### 廣播節目
- HYPER DANCE CHART （1996年—1997年，文化放送）
- MEGA MAX（日语：MEGA MAX）（1997年—2001年，文化放送）
- MAX・ONNA Now （2015年—2016年，文化放送）[注 4]
- MAX、邦丸（日语：野村邦丸） Ride on Boat（2016年—2020年，文化放送）[注 5]
- MAX & 敬志（日语：トレンディエンジェル） Trend Vampire（2022年—，涉谷Cross-FM（日语：渋谷クロスFM））[注 6]

### 廣告
- Mister Donut （1996年）
- 鈴丹（日语：鈴丹）（1996年）
- CASIO計算機—「Prinche」（1996年）
- TARAMI（日语：たらみ）—果凍「Sweety Sweety」（1997年）
- 山發產業（現Henkel Japan）（日语：シュワルツコフヘンケル）—「Fresh Light」（1997年）
- KOSÉ—「Vissee」（1998年）
- Dydo Drinco（日语：ダイドードリンコ）—「Mistio」（1998年）
- BOURBON（日语：ブルボン）
  - 「Ice Mint」口香糖在內「Communicase」系列 （1998年—1999年）
  - （2000年）
- Nikon
  - 「PRONEA S」（1998年）
  - 「Nuvis S」（1998年—1999年）
  - 「COOLPIX」（2000年）
- 妮維雅花王（日语：ニベア花王）—「8×4」（1999年）
- AESTHE DE MYLORD（日语：エステdeミロード）（1999年）
- 中古車情報雜誌—「Cacciao」（2001年）
- 荏原食品（日语：エバラ食品工業）—（2003年）
- 奧利恩啤酒—新類型酒精飲料（日语：第三のビール）「Southern Star」（2005年）
- 札幌啤酒—「小麥與檸檬」（2012年）
- Jewelry買取專門店—「寶石咖啡」（2013年）
- 合味道—（2023年）[27]
- UQ Communications株式會社（日语：UQコミュニケーションズ）—「UQ WiMAX（日语：UQ WiMAX）」（2025年）[28]
- 豐田汽車「ROOMY（日语：トヨタ・ルーミー）」（2025年5月—）

### 網路發佈
- MAXtream（2010年—2015年，Ustream）[注 7]
- UKIUKI MAX Line（2016年—2019年，LINE）[注 7]

## 腳註

## 外部連結
- MAX OFFICIAL WEBSITE （日語）
- RISINGPRODUCTION公開資料 （日語）
- MAX的X（前Twitter） （日語）
- MAX的Instagram帳戶 （日語）
- MAX的Facebook專頁 （日語）
- YouTube上的MAX播放列表 （日語）